# Pierre Tissier
Pour les articles homonymes, voir Tissier.
Pierre Tissier, né le 7 septembre 1903 à Bagneux et mort le 19 janvier 1955 en son domicile dans le 7e arrondissement de Paris, fut résistant et haut fonctionnaire français.
Il fut président de la SNCF de mai 1949 à sa mort en 1955.

## Haut fonctionnaire et résistant
Pierre Tissier est né dans une famille de hauts fonctionnaires, son père Théodore Tissier est maître des requêtes au Conseil d’État. Il intègre lui aussi le Conseil d’État en 1926.
Puis il fait partie de plusieurs cabinets ministériels dans les années trente, dont celui de Pierre Laval.
Il fut directeur administratif de l'Encyclopédie française.
En 1939, il est mobilisé et devient capitaine dans la 1ere Division Légère de Chasseurs Alpins, chef du 2e bureau du corps expéditionnaire français en Norvège, commandé par le général Béthouart. Après l’évacuation en juin 1940, il se retrouve à Londres. Il est le seul membre du Conseil d’État présent à Londres et il devient le premier chef d'État-Major du général de Gaulle. Le régime de Vichy le condamne à mort par contumace pour désertion.
En 1941 il rédige les statuts du Comité national français dont il assurera la coordination.
En 1942, il prend position sur la question juive dans une publication semi-officielle publiée en français ainsi qu'en anglais (Le Gouvernement de Vichy/The Government of Vichy). La même année, contrôleur de l'armée avec le grade de lieutenant colonel, il publie Le Procès de Riom. En juillet 1943, il préside le comité des contentieux de la France libre alors que René Cassin en dirige le comité juridique.
En 1945, il remplace André Blumel comme directeur de cabinet d'Adrien Tixier, ministre de l'Intérieur, après avoir été chargé de mission au sein du même cabinet depuis septembre 1944. Il participe ainsi à l'élaboration d'une nouvelle législation de l'immigration. Il est le premier directeur de l'Office National de l'Immigration.
En juin 1947, il est directeur de cabinet de Jules Moch.
Il est Directeur Général des Impôts du 18 mai 1948 au 10 juin 1949.

## Président de la SNCF
En juin 1949 Pierre Tissier est nommé au conseil d'administration puis devient  président de la SNCF. Il remplace Marcel Flouret, poussé à démissionner par le ministre des Transports Christian Pineau pour avoir trop investi dans l'électrification. Louis Armand, directeur général adjoint est nommé directeur général.
Le 1er février 1955 Louis Armand directeur général le remplace à la suite de son décès brutal.

## Décorations
- Médaille de la Résistance
- Commandeur de la Légion d'honneur